# Ніч танків
Ніч танків, також відома як Tanquetazo (ісп.) — військовий епізод, що стався у Венесуелі 26 жовтня 1988 року, під час правління Хайме Лусінчі. Під час його перебування за межами країни і незадовго до загальних виборів в країні, колона з 26 бронетранспортерів Dragon (V-100) була перевезена з форту Тіуна в район президентського палацу Мірафлорес в центрі Каракаса за відсутності об'єктивної причини.

## Події
26 жовтня 1988 року, коли президент Хайме Лусінчі перебував з офіційним візитом в Уругваї, а обов'язки президента тимчасово виконував міністр внутрішніх справ Симон Альберто Консалві, майор армії Хосе Домінго Солер Замбрано о 19:00 наказав перевезти колону з 26 бронемашин Dragon (V-100) з батальйону "Аяла", з форту Тіуна в район президентського палацу Мірафлорес в центрі Каракаса, до рози Кармелітас на проспекті Урданета, без пояснення мотивації таких дій.
Танки зайняли стратегічні позиції навколо штаб-квартири Міністерства внутрішніх справ під командуванням капітана Ечеверрії, а інша колона зайняла президентську резиденцію Ла Віньєта. Консалві, який виконував обов'язки голови держави, працював у штаб-квартирі міністерства. Капітан Ечеверрія пояснив йому присутність танків "забезпеченням захисту виконуючого обов'язки президента". Консальві негайно зв'язався з міністром оборони генералом Італо дель Вальє Альєгро, який  наказав відвести танки, які захопили Міністерство внутрішніх справ і президентську резиденцію, а також превентивно заарештувати майора Солера і капітанів, які командували танковими колонами.

## Розслідування
Здійснивши мобілізацію танкових сил, майор Солер Замбрано порушив усі протоколи і процедури, затверджені  для проведення будь-якої військової операції, що вимагає низки підтверджень зашифрованими радіограмами, прямих і письмових наказів та інших заходів безпеки. Солера негайно віддали під військовий трибунал і кілька днів допитували про мотиви його наказу. Солер відповідав, що він виконував накази, віддані по телефону генеральним інспектором і командувачем другої армії генерал-майором Хуаном Хосе Бастардо Веласкесом, а він, у свою чергу, заперечував своє авторство наказу. 
Через декілька днів після подій відбулося масове вбивство в Ампаро, яке привернуло увагу всієї країни, а згодом міністр оборони наказав закрити справу "Ночі танків", тож жодних подальших проваджень, заяв чи нових арештів у зв'язку з цими подіями не відбулося. Кандидат Карлос Андрес Перес зайняв на посаду президента в 1989 році, і незабаром після початку свого терміну він зіткнувся з Каракасо, тому на минулі події більше не звертали уваги. Рекаці на епізод майже не було, ніяких подальших розслідувань не проводилося, а в армії не було вжито жодних дисциплінарних заходів у відповідь. Пізніше слідство встановило, що до "Ночі танків" були причетні змовники спроб державного перевороту 1992 року, в тому числі Уго Чавес.

## Мотивація дій
За словами майора Солера, мобілізація танків відбулася у відповідь на ймовірну інформацію про змову для вбивства Консальві. Пізніше розвідка повідомила, що ці дії були невдалою спробою державного перевороту. За словами генерала Ермініо Фуенмайора, "Ніч танків" була невдалою спробою деяких офіцерів швидко отримати підвищення по службі. За його словами, змовники використали б армійського майора для мобілізації танків, змогли б аргументувати порушення протоколів безпеки, а потім зробили б ставку на усунення керівництва,  масове звільнення було б схоже на те, що сталося в Радянському Союзі після того, як Матіас Руст посадив свій легкомоторний літак в Москві. Позбувшись двох генералів, змовники зайняли б командні посади.